# 韩玉珍
韩玉珍（1942年—1979年），女，中国乒乓球运动员。
1959年7月27日韩玉珍获得黑龙江省第一届体育运动会乒乓球女子单打冠军。
她曾获得1961年世界乒乓球锦标赛混合双打和女子团体银牌，女子双打铜牌。
1962年10月，因赴日比赛期间“自残”行为被国家队除名，被开除中国共产党党籍。
文革时受到不公正待遇。
1964年4月，获得了全国乒乓球锦标赛女子单打冠军和女子双打冠军。
1978年，平反“特嫌”、“叛徒”问题，并恢复名誉。
1979年初因突发性肝坏死逝世。